# كولين بالينغر
كولين بالينغر (بالإنجليزية: Colleen Ballinger)‏ هي كاتِبة ويوتيوبية ومغنية وكاتبة سيناريو وصحفية وممثلة أمريكية، ولدت في 21 نوفمبر 1986 في سانتا باربارا في الولايات المتحدة.

## أعمال

### أفلام
- الطيور الغاضبة الفيلم 2[6]

## وصلات خارجية
- كولين بالينغر على موقع IMDb (الإنجليزية)
- كولين بالينغر على موقع ألو سيني (الفرنسية)
- كولين بالينغر على موقع ميوزك برينز (الإنجليزية)
- كولين بالينغر على موقع قاعدة بيانات برودواي على الإنترنت (الإنجليزية)
- كولين بالينغر على موقع ديسكوغز (الإنجليزية)
- كولين بالينغر على موقع قاعدة بيانات الفيلم (الإنجليزية)
- كولين بالينغر على موقع كينوبويسك (الروسية)